# Höllenkolonnen

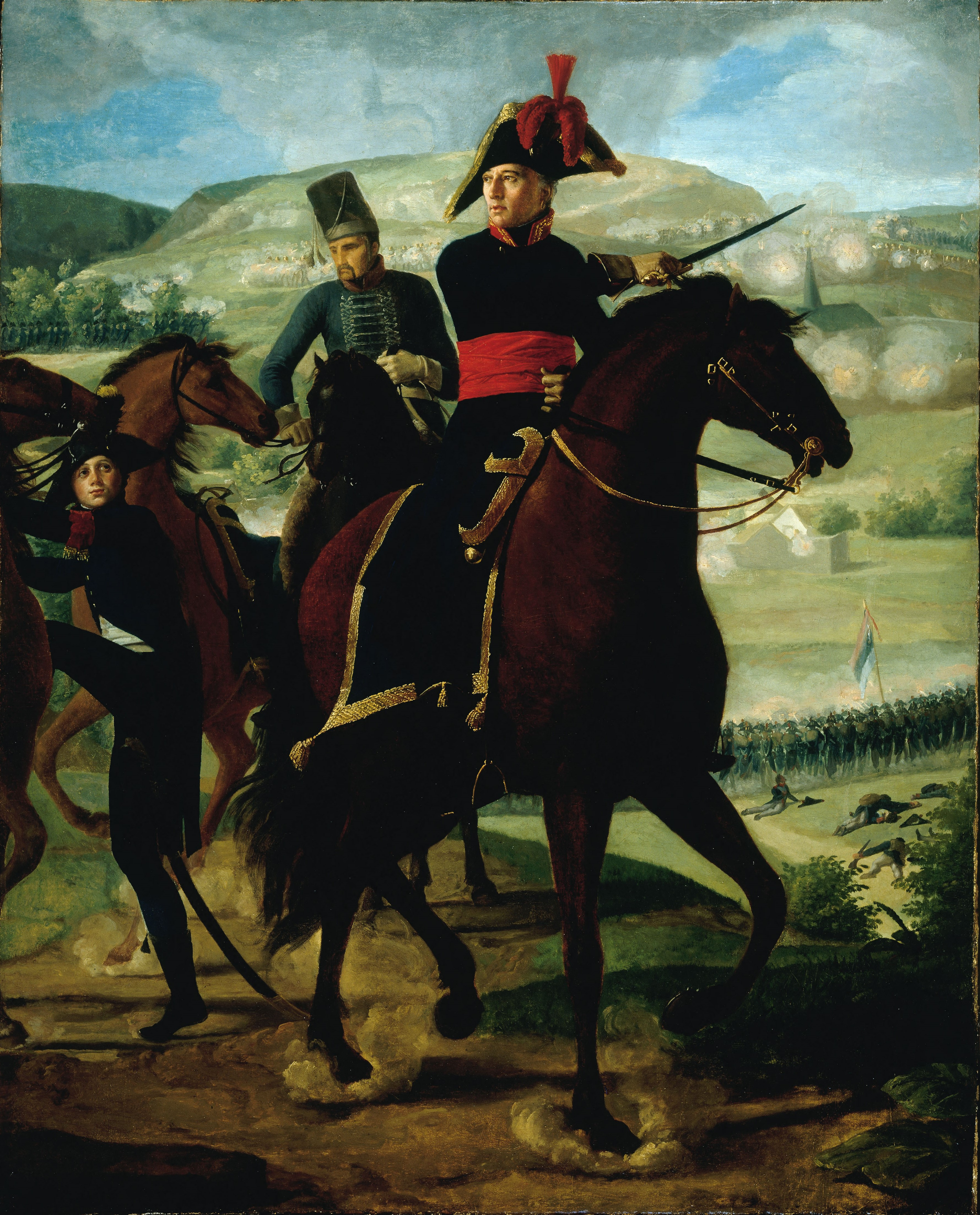
Louis Marie Turreau

Höllenkolonnen (franz. Colonnes infernales) bezeichnet die Truppen des Generals Louis-Marie Turreau (1756–1816), die in der Zeit von Januar bis Mai 1794 die vom Nationalkonvent angeordneten Maßnahmen zur Niederschlagung des Aufstands in der Vendée umsetzten.
Dazu gehörten wahllose Morde an der Zivilbevölkerung sowie die Zerstörung der Infrastrukturen (Abbrennen von Dörfern, Vernichtung der Ernte).
Die Zahl der Opfer kann heute nicht mehr genau bestimmt werden, muss aber in die Zehntausende gegangen sein.